# Montegioco
Montegioco (Monzeugh in piemontese) è un comune italiano di 268 abitanti della provincia di Alessandria in Piemonte, situato sulle colline alla sinistra del torrente Grue.

## Origine del nome
Il toponimo significa monticello, infatti il paese storico è situato in cima a un monticello di forma conica con la cima tronca.

## Storia
Citato nel 1152 per la prima volta, fu una località del distretto di Tortona, come riportato sugli Statuti cittadini (XIV secolo). Nel 1305 il castello di Montegioco era sotto il controllo di Pietro Opizzone. Nel 1406 subì gravi danni da parte dei guelfi in lotta contro il partito ghibellino dei Visconti, appoggiato dagli Opizzone. Delle sue strutture non è rimasta più traccia. Nel censimento del 1541 risultavano presenti 22 abitanti, molti dei quali massari del nobile Antonio Francesco Opizzone. Nel 1576 gli abitanti della parrocchia erano già saliti a 200. La piccola comunità, dietro versamento di una cospicua somma alla Camera Ducale, evitò di essere infeudata nel 1647 a Nicolò Busseti, ma in seguito rinunciò all'autonomia e fu infeudata ai fratelli Biagio Gaetano e Carlo Alessandro elevandola a marchesato dal 22 settembre 1689 a cui fu aggiunta la signoria di Casasco (1698), poi col titolo di marchesato nel 1773, Cerreto Grue (1693), Corneliasca (1698), Montebore, Oliva, Rocca del Grue, Montebello, Berzano di Tortona (1733).
I Bussetti ricevettero l'investitura imperiale anche per i villaggi di Segagliate, Palazzo Bussetti e Pragasso.. Nel 1798 fu costituita una municipalità repubblicana. Nel regio decreto del 1818 il comune di Montegioco fu compreso nel mandamento di Volpedo.
In località Palazzo fu costruito già nella prima metà del XVII secolo, una residenza nobiliare dai Busseti di Tortona, dotata di estesi caseggiati rustici e di un mulino. Attualmente il palazzo si presenta ristrutturato nel XX secolo con le fattezze di un castello sormontato da una torre merlata e con gli spigoli della costruzione ornati da bertesche, recentemente restaurato. Solo un piccolo campanile a vela testimonia le origini seicentesche dell’edificio. Bene allodiale dei Busseti, alla loro estinzione nel 1769 con l'abate Carlo, passò in proprietà ad Emilio Signoris-Busseti (nominato nel 1810 dall’imperatore Napoleone I barone di Montegioco), mentre  dopo il 1817, anno della sua morte, rimase alla vedova Sofia Valesa e alla figlia Eugenia Signoris  sposata Guasco di Bisio, che nel 1881 ne fece vendita alla contessa Luigia Veglio di Castelletto. Dal 1899 al 1933 fu proprietà della contessa “Pepita” Franzini Ribaldi, figlia della contessa Veglio, e in seguito degli eredi Di Bernardo di Palermo proprietari fino agli anni ’60 del secolo scorso.

### Simboli
Lo stemma e il gonfalone del comune di Montegioco sono stati concessi con decreto del presidente della Repubblica del 18 luglio 1958.
Nello stemma è riprodotta, su fondo argento, una banda ondata di azzurro, attraversata da un monte all'italiana di tre cime di verde, accostata, nel cantone del capo, da un grappolo d'uva e da una spiga di grano, e in punta da un castello, torricellato di un pezzo centrale, di rosso.
Il gonfalone è un drappo partito di bianco e di azzurro.

## Società

### Evoluzione demografica
Abitanti censiti

## Amministrazione
Di seguito è presentata una tabella relativa alle amministrazioni che si sono succedute in questo comune.
| Periodo        | Periodo        | Primo cittadino  | Partito                                 | Carica  | Note  |
| -------------- | -------------- | ---------------- | --------------------------------------- | ------- | ----- |
| 2 luglio 1985  | 7 giugno 1990  | Sergio Daglio    | Partito Socialista Democratico Italiano | Sindaco | [ 8 ] |
| 7 giugno 1990  | 24 aprile 1995 | Sergio Daglio    | Partito Socialista Italiano             | Sindaco | [ 8 ] |
| 24 aprile 1995 | 14 giugno 1999 | Sergio Daglio    | centro-destra                           | Sindaco | [ 8 ] |
| 14 giugno 1999 | 14 giugno 2004 | Sergio Daglio    | lista civica                            | Sindaco | [ 8 ] |
| 14 giugno 2004 | 8 giugno 2009  | Ireneo Fornasari | lista civica                            | Sindaco | [ 8 ] |
| 8 giugno 2009  | 26 maggio 2014 | Agostino Repetto | lista civica Lista indipendente         | Sindaco | [ 8 ] |
| 26 maggio 2014 | 26 maggio 2019 | Ireneo Fornasari | lista civica Insieme per Montegioco     | Sindaco | [ 8 ] |
| 26 maggio 2019 | 9 giugno 2024  | Andrea Ferrari   | lista civica Noi siamontegioco          | Sindaco | [ 8 ] |
| 9 giugno 2024  | in carica      | Andrea Ferrari   | lista civica Per Montegioco             | Sindaco | [ 8 ] |

### Altre informazioni amministrative
Il comune faceva parte della Comunità montana Valli Curone Grue e Ossona.

## Sport
Montegioco ha avuto una squadra di calcio, la U.S. Montegioco, che ha esordito nel campionato provinciale di Terza Categoria nella stagione 1984-85, fino a militare in Prima Categoria per tre stagioni, dal 1995 al 1998. La squadra ha cessato la sua attività alla fine della stagione 2014-15.